# Raketový člun typu 024
Raketový člun typu 024 (jinak též třída Houku) je třída pobřežních raketových člunů Námořnictva Čínské lidové osvobozenecké armády. Je to upravená verze sovětských raketových člunů projektu 183R (v kódu NATO třída Komar). Část vyrobených člunů byla exportována do zahraničí. Zahraničním uživatelem člunů se stal například Egypt (6 ks) a Bangladéš (5 ks). Exportní varianta je označována jako třída Hegu.

## Stavba
Čluny byly vyvinuty 701. institutem ve Wu-chu podle raketových člunů poskytnutých roku 1965 Sovětským svazem. Stavba prototypu byla dokončena v roce 1966. Za několik let začala sériová výroba, na které se podílelo několik výrobců. Do roku 1985 bylo námořnictvu ČLOA dodáno asi 110 raketových člunů tohoto typu .

## Konstrukce

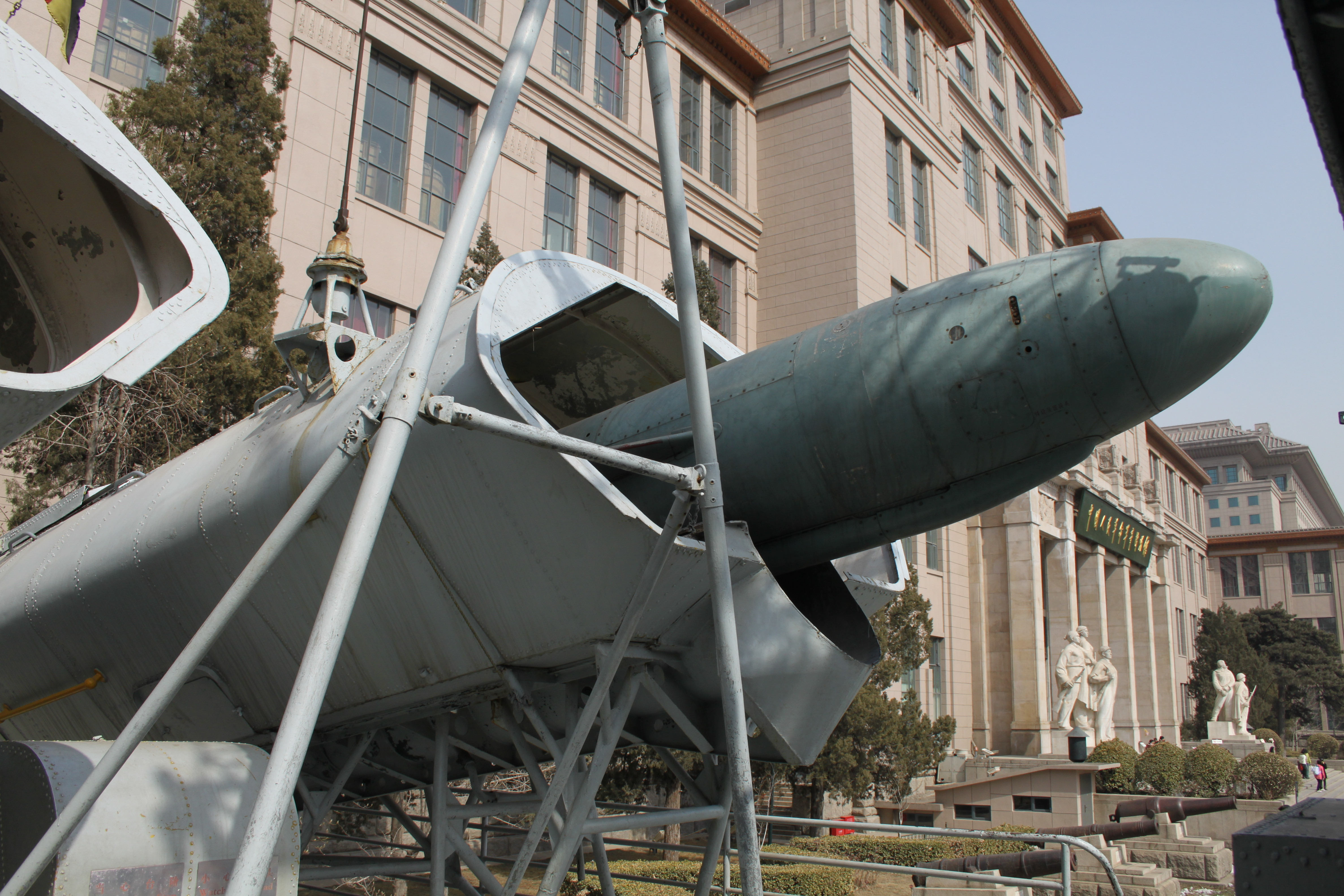
Protilodní střela

Na rozdíl od dřevěných trupů třídy Komar jsou raketové čluny typu 024 vyrobeny z oceli. Byly vybaveny navigačním a střeleckým radarem typu 352E (v kódu NATO Square Tie). Vyzbrojeny byly jedním 25mm dvoukanónem typu 61 a dvěma protilodními střelami HY-1 (varianta sovětské střely P-15 Termit). Později byla část z nich přezbrojena dvěma modernějšími protilodními střelami C-801 (exportní verze mohou nést až čtyři střely C-801). Pohonný systém tvoří čtyři diesely L-12V-180 o výkonu 4800 bhp, pohánějící čtyři lodní šrouby. Nejvyšší rychlost dosahuje 37 uzlů. Dosah je 400 námořních mil při rychlosti 30 uzlů.

## Uživatelé
Albánie
- Albánské námořnictvo získalo v letech 1976–1977 čtyři čluny. V letech 1982–1984 byly vyřazeny.[5]

 Bangladéš
- Bangladéšské námořnictvo získalo celkem pět člunů této třídy. Dne 6. dubna 1983 do služby byly nasazeny čluny Durbar (P8111) a Duranta (P8112), dne 10. listopadu 1983 čluny Durvedya (P8113) a Durdam (P8114) a dne 1. srpna 1992 jako poslední raketový člun Uttal (P8141).[1]

 Čína
- Čínské lidové námořnictvo získalo do roku 1985 asi 110 raketových člunů. K roku 1995 zbývalo asi 50 člunů v aktivní službě a dalších 25 člunů v rezervě. Všechny čínské čluny byly vyřazeny do roku 2008. Jeden kus byl upraven na pokusný křídlový člun.[3]

 Egypt
- Egyptské námořnictvo do služby dne 27. října 1984 zařadilo šest člunů této třídy (trupová čísla 609, 611, 613, 615, 617 a 619).[1] V roce 1994 na ně byl instalován radar Triton. Ve službě byly ještě roku 2008.[6]

 Pákistán
- Pákistánské námořnictvo získalo v letech 1981–1982 čtyři čluny této třídy.[7]